# Hrabstwo Volusia
Hrabstwo Volusia – hrabstwo położone w stanie Floryda, w USA. Siedziba hrabstwa znajduje się w mieście DeLand.
Jednostka administracyjna powstała w 1854 r., a jej nazwa została wzięta od portu na rzece Saint Johns River. Rzeka ta stanowi zachodnią granicę hrabstwa, a od wschodu graniczy ono z Oceanem Atlantyckim. Liczba ludności na rok 2000 wynosi 443 343 a gęstość zaludnienia – 155 os./km².
Powierzchnia jego terytorium wynosi 3709 km², z czego 852 km² to woda (głównie wody Oceanu Atlantyckiego), czyli ok. 23%. W jego północno zachodniej części znajduje się drugie co do wielkości jezioro Florydy – Lake George (190 km²).

## Miejscowości
| - Daytona Beach - Daytona Beach Shores - DeBary - De Land - Deltona - Edgewater - Holly Hill - Lake Helen | - New Smyrna Beach - Oak Hill - Orange City - Ormond Beach - Pierson - Ponce Inlet - Port Orange - South Daytona |

## CDP
- DeLeon Springs
- DeLand Southwest
- Glencoe
- North DeLand
- Ormond-by-the-Sea
- Samsula-Spruce Creek
- Seville
- West DeLand